# اسپرینگ‌هیل، نوا اسکوشیا
اسپرینگ‌هیل، نوا اسکوشیا (به انگلیسی: Springhill, Nova Scotia) یک منطقهٔ مسکونی در کانادا است که در شهرستان کامبرلند، نوا اسکوشیا واقع شده‌است. اسپرینگ‌هیل ۲٬۷۴۳ نفر جمعیت دارد.